# Redeemer (D'espairsRay)
Redeemer è il terzo album in studio del gruppo giapponese D'espairsRay, pubblicato nel 2009

## Tracce
1. Lizard – 4:29
2. Brilliant – 4:37
3. Redeemer – 4:28
4. Kouhaku – 4:28
5. Kamikaze – 4:23
6. Lost in Re:birth – 4:09
7. R.E.M -Fuyu no Genchou – 4:58
8. Horizon – 4:08
9. Masquerade – 4:00
10. Yozora – 4:17
11. Paradox 5 – 5:41
12. Heaven's Color – 4:41